# Khane-ye Doust Kodjast?
Khane-ye Doust Kodjast? (bra: Onde Fica a Casa do Meu Amigo?) é um filme iraniano de 1987, do gênero drama, escrito e dirigido por Abbas Kiarostami.

## Produção
- Onde Fica a Casa do Meu Amigo? foi escrito, dirigido e montado por Abbas Kiarostami, cineasta amplamente reconhecido como uma das figuras centrais do cinema iraniano. A produção do longa foi realizada por Ali Reza Zarrin, em parceria com o Instituto para o Desenvolvimento Intelectual de Crianças e Jovens (Kanun), uma instituição estatal voltada à produção cultural e educativa infantil. A direção de fotografia ficou a cargo de Farhad Saba, enquanto a trilha sonora foi composta por Aminollah Hossein. A equipe técnica ainda incluiu Changuiz Sayyad como designer de som e Kiumars Pourahmad como assistente de direção.

As filmagens ocorreram principalmente na vila rural de Koker, localizada na província de Mazandaran, no norte do Irã. A ambientação em um cenário real, com a utilização de atores não profissionais oriundos da própria região, reflete o estilo neorrealista característico de Kiarostami. O filme foi concluído em 1987, durante o período da Guerra Irã-Iraque (1980–1988) e em um contexto sociopolítico marcado pela Revolução Islâmica de 1979. Após a revolução, o cinema iraniano sofreu severas restrições, com muitas salas destruídas e uma visão oficial que associava o cinema a valores ocidentais e considerados moralmente nocivos. No entanto, a partir de meados da década de 1980, o regime começou a incentivar produções que promovessem valores morais e educativos, especialmente voltadas ao público infantil.
Nesse contexto, Kiarostami — que já havia trabalhado anteriormente com o Kanun — dirigiu Onde Fica a Casa do Meu Amigo?como seu primeiro longa sob as novas diretrizes do governo. A obra manteve o foco em temas ligados à infância, à ética e à moralidade, características recorrentes em sua filmografia e coerentes com os objetivos pedagógicos do Kanun.

## Sinopse
É uma história que se inicia e termina em uma sala de aula, em que as relações entre professor e alunos é fortemente marcada pela autoridade.
Ahmad, ao fazer os trabalhos de casa, percebe que tem o caderno de um colega seu por engano. Sabendo que o professor exige que as tarefas sejam feitas no caderno, parte em busca do colega e vai até a uma vila nos arredores com o intuito de o encontrar.

## Recepção crítica
Apesar da escassez de registros contemporâneos da recepção no Irã, Onde Fica a Casa do Meu Amigo? obteve ampla aclamação internacional após seu lançamento. A crítica estrangeira destacou a simplicidade poética da narrativa e a carga emocional transmitida através de sua estética minimalista. O crítico Godfrey Cheshire, da revista Film Comment, descreveu o longa como “uma fábula esparsa, espirituosa e poeticamente ressonante”. Acadêmicos e estudiosos do cinema iraniano enfatizaram o estilo realista adotado por Abbas Kiarostami — com uso de locações naturais, atores não profissionais e longos planos fixos — como um dos elementos mais marcantes da obra.
O estudioso Hamid Naficy identificou no filme um caráter didático, alinhado à produção do Kanun, destacando temas como lealdade, responsabilidade e solidariedade infantil. Onde Fica a Casa do Meu Amigo? é frequentemente citado como um dos primeiros marcos do chamado “novo cinema iraniano”, movimento que emergiu durante a década de 1980 e que se caracterizou por um retorno ao realismo social, narrativas simples e preocupações éticas em um contexto pós-revolução.

## Prêmios e festivais
O filme foi exibido em diversos festivais internacionais e conquistou prêmios relevantes. No Irã, recebeu reconhecimento oficial no Festival de Cinema de Fajr em 1987, onde foi agraciado com o Prêmio Especial do Júri e o prêmio de Melhor Direção para Kiarostami.
Em 1989, foi exibido no Festival Internacional de Cinema de Locarno, na Suíça, onde recebeu o Leopardo de Bronze (terceiro lugar) e uma Menção Especial do Júri Ecumênico. O filme também integrou a programação de várias mostras internacionais ao longo dos anos, incluindo os festivais de Cannes (retrospectiva em 1996), Toronto (1992), São Paulo (1994), San Francisco (1993), Istambul (1992), Vancouver (1993), Chicago (1994) e Göteborg (1990), entre outros.
Além das exibições regulares, Onde Fica a Casa do Meu Amigo? foi incluído em retrospectivas dedicadas à chamada Trilogia de Koker — conjunto de três filmes de Kiarostami ambientados na região homônima. Em 2022, o longa figurou em enquetes da revista Sight & Sound entre os maiores filmes de todos os tempos, ocupando a 72ª posição no ranking dos diretores e a 157ª no dos críticos.

## Elenco
O elenco de Onde Fica a Casa do Meu Amigo? é composto majoritariamente por atores não profissionais, recrutados entre os habitantes da região rural de Koker, no norte do Irã. Essa escolha reforça o realismo estético do filme, uma característica recorrente na obra de Abbas Kiarostami. O protagonismo infantil e a atuação naturalista contribuem para a autenticidade emocional da narrativa, alinhando-se ao estilo pedagógico e humanista cultivado pelo diretor em colaboração com o Instituto Kanun.
Os atores interpretam personagens cotidianos em situações simples, reforçando a abordagem minimalista do filme. As atuações, embora espontâneas, foram cuidadosamente dirigidas para manter um tom verossímil e coerente com o ambiente rural retratado.

### Principais membros do elenco
- Babak Ahmadpour – Ahmad (protagonista, menino de oito anos)
- Ahmad Ahmadpour – Mohammad Reza Nematzadeh (colega de classe e amigo de Ahmad)
- Kheda (Khodabaksh) Barech Defai – Professora da escola
- Iran Outari – Mãe de Ahmad
- Mohammad Shahani – Funcionário público da vila
- Masoud Zandbegleh – Vendedor ambulante
- Sadika Taohidi – Avó de Ahmad

Além desses, diversos moradores locais participaram de papéis secundários, reforçando o tom documental e a ambientação verossímil do vilarejo. A escolha por atores da própria comunidade foi essencial para sustentar a atmosfera introspectiva e observacional característica do filme.